# Le Sang du châtiment
Pour plus de détails, voir Fiche technique et Distribution.
Le Sang du Châtiment est un film de procès américain réalisé par William Friedkin, sorti en 1987.
Inspiré du Vampire  de Savramento ( Richard  Chase 1950- 1980).

## Synopsis
Charles Reece (Alex McArthur) est arrêté après avoir commis plusieurs meurtres brutaux accompagnés d'actes de mutilation. Reece justifie ses actes par la nécessité de boire du sang pour se purifier.
Le procureur Anthony Fraser (Michael Biehn) est chargé de requérir la peine de mort contre Reece. Fraser, hanté par le souvenir de sa fille morte, est en proie à des doutes sur la validité de cette peine, d'autant que la défense soutient la thèse de l'irresponsabilité pénale.
Reece est déclaré sain d'esprit et condamné, mais un nouvel examen médical par IRM le rend finalement irresponsable pour cause de maladie mentale. Dans le montage initial de 1987, enfermé, il met fin à ses jours par overdose médicamenteuse.

## Fiche technique
- Titre : Le Sang du châtiment
- Titre original : Rampage
- Réalisation :William Friedkin
- Scénario : William Friedkin, d'après un roman de William P. Wood
- Photographie : Robert D. Yeoman
- Montage : Jere Huggins
- Musique : Ennio Morricone
- Direction artistique : Carol Clements
- Décors : Buddy Cone
- Production : William Friedkin, David Salven
- Distribution : Dino De Laurentiis Entertainment Group (DEG) (1987) / Miramax Films (1992) (États-Unis)
- Pays de production :  États-Unis
- Langue : anglais
- Format : Couleur - 1,85 : 1 - Dolby - 35 mm
- Genre : Film dramatique, Film policier, Thriller
- Durée : 97 minutes (montage de 1987), 91 minutes (montage de 1992)
- Dates de sortie :
  - États-Unis : 1987
  - France : 23 novembre 1988

## Distribution
- Michael Biehn : Anthony Fraser
- Alex McArthur : Charlie Reece
- Nicholas Campbell : Albert Morse
- Deborah Van Valkenburg (en) : Kate Fraser, l'épouse d'Anthony
- John Harkins (en) : le docteur Benjamin Keddie
- Roy London : le docteur Paul Rudin
- Billy Green Bush (en) (crédité Billy Greenbush) : le juge McKinsey
- Andy Romano : Spencer Whalen
- Art LaFleur : Mel Sanderson
- Carlos Palomino : Nestode
- Grace Zabriskie : Naomi Reece, la mère de Charlie
- Royce D. Applegate : Gene Tippetts
- Brenda Lilly : Eileen Tippetts
- Whitby Hertford (en) : Andrew Tippetts
- Paul Gaddoni : Aaron Tippetts
- Donald Hotton : le docteur Leon Gables
- Roger Nolan : le docteur Roy Blair
- Patrick Cronin : Harry Bellenger
- Chris Mulkey (non crédité) : l'armurier (version 1992 uniquement)

## Influence
Le film est adapté du livre éponyme Rampage de William P. Wood, lui-même inspiré de l'affaire du « Vampire de Sacramento », Richard Chase.

## Remontage du film
(août 2012).
Si vous disposez d'ouvrages ou d'articles de référence ou si vous connaissez des sites web de qualité traitant du thème abordé ici, merci de compléter l'article en donnant les références utiles à sa vérifiabilité et en les liant à la section « Notes et références ».
Le film est sorti initialement en 1987 dans quelques pays, mais il n'a connu qu'une sortie restreinte aux États-Unis, le distributeur (De Laurentiis Entertainment Group) ayant fait faillite en 1988. Ce montage initial (résumé dans le synopsis ci-dessus) se termine par la mort de Reece et émet des réserves sur la validité de la peine de mort.
William Friedkin, ayant changé de point de vue sur ce sujet au début des années 90, procéda à un remontage de son film. Ce deuxième montage (une sorte de director's cut révisionniste, datant de 1992) penche désormais nettement en faveur de la peine capitale.
Quelques différences notoires entre les deux montages
• Le générique original ouvre le film sur des images aériennes. Le montage de 1992 laisse apparaître le générique plus tardivement, sur fond noir, ayant pris soin de préciser que le film s'inspire de faits réels et que les premiers meurtres se passent le jour de Noël 1986.
• Le montage de 1992 insère une scène où le tueur se rend chez un armurier, plaisantant avec le vendeur, accréditant la thèse de la préméditation.
• Le montage de 1992 fait disparaître une discussion entre le procureur et sa femme, laquelle argumente contre la peine de mort. Plusieurs lignes de dialogues du procureur ont également été coupées, concernant les motivations possibles de Reece.
• Les doutes moraux du procureur, buvant seul à son domicile, s'accompagnent dans le montage de 1987 d'images du tueur et de ses actes de folie. Ces images sont remplacées dans le nouveau montage par d'autres (le tueur fixe en regard caméra, devant un manège, le tueur mort dans sa cellule, et la fille du procureur que le tueur prend par la main).
• La fin du film est radicalement différente. Dans le montage de 1992, le tueur ne meurt plus d'une overdose de médicaments (donnés par sa mère). Bien vivant, il écrit de sa cellule au mari et père de deux victimes (visible dans une fête foraine), justifiant ses actes par sa maladie. Le film se termine sur le tueur, derrière les barreaux, regardant la caméra. Un carton noir indique qu'il a déjà fait, au bout de quatre ans, une demande de libération et qu'il pourra en reformuler une autre dans six mois.
C'est cette version du film qui a été exploitée depuis (ressortie aux États-Unis et exploitation en VHS et DVD)

## Édition DVD
À ce jour (2010), le film est disponible en DVD uniquement en Pologne (éditeur : SPI International), dans sa version remontée.

## Bande originale
La musique du film a été composée par Ennio Morricone. Le CD est disponible chez Virgin Records.